# Appetite for Democracy 3D
Appetite for Democracy 3D: Live at Hard Rock Casino - Las Vegas es una película de concierto en vivo lanzado en los cines, Blu-ray y DVD de Guns N' Roses, filmado en vivo en The Joint en el Hard Rock Casino en Las Vegas el 21 de noviembre de 2012, durante el Appetite for Democracy Tour en la celebración de los veinticinco años de Appetite for Destruction y cuatro años de Chinese Democracy, y como carta de presentación de la alineación de ese momento. Este es el primer lanzamiento de DVD en vivo de Guns N' Roses desde Use Your Illusion I y Use Your Illusion II en 1992. El show fue filmado totalmente en 3D y ha sido producida por Barry Summers de Rock Fuel Media.

## Formatos
- 3D Blu-ray – 3D y 2D en 1 solo disco
- DVD estándar
- 3D Blu-ray + 2CD Set
- DVD + 2CD Set
- Blu-ray + 2CD + Remera (sólo en Estados Unidos)
- Formato digital – Todo disponible para descarga digital y vía Mobile App

## Lista de canciones
| N.º | Título                                                | Escritor(es)                                           | Duración |  |
| 1.  | «Chinese Democracy»                                   | Axl Rose, Josh Freese                                  |          |  |
| 2.  | «Welcome to the Jungle»                               | Rose, Slash, Izzy Stradlin, Duff McKagan, Steven Adler |          |  |
| 3.  | «It's So Easy»                                        | Rose, Slash, Stradlin, McKagan, Adler, West Arkeen     |          |  |
| 4.  | «Mr. Brownstone»                                      | Rose, Slash, Stradlin, McKagan, Adler                  |          |  |
| 5.  | «Estranged»                                           | Rose                                                   |          |  |
| 6.  | «Rocket Queen»                                        | Rose, Slash, Stradlin, McKagan, Adler                  |          |  |
| 7.  | «Live and Let Die» (Paul McCartney & Wings cover)     | Linda McCartney, Paul McCartney                        |          |  |
| 8.  | «This I Love»                                         | Rose                                                   |          |  |
| 9.  | «Better»                                              | Robin Finck, Rose                                      |          |  |
| 10. | «Motivation» (Tommy Stinson song)                     | Tommy Stinson                                          |          |  |
| 11. | «Catcher in the Rye»                                  | Rose, Paul Tobias                                      |          |  |
| 12. | «Street of Dreams»                                    | Dizzy Reed, Rose, Stinson                              |          |  |
| 13. | «You Could Be Mine»                                   | Rose, Stradlin                                         |          |  |
| 14. | «Sweet Child o' Mine»                                 | Rose, Slash, Stradlin, McKagan, Adler                  |          |  |
| 15. | «Another Brick in the Wall Part 2» (Pink Floyd cover) | Roger Waters                                           |          |  |
| 16. | «November Rain»                                       | Rose                                                   |          |  |
| 17. | «Objectify» (Bumblefoot song)                         | Bumblefoot                                             |          |  |
| 18. | «Don't Cry»                                           | Rose, Stradlin                                         |          |  |
| 19. | «Civil War»                                           | McKagan, Rose, Slash                                   |          |  |
| 20. | «The Seeker» (The Who cover)                          | Pete Townshend                                         |          |  |
| 21. | «Knockin' on Heaven's Door» (Bob Dylan cover)         | Bob Dylan                                              |          |  |
| 22. | «Nightrain»                                           | Rose, Slash, Stradlin, McKagan, Adler                  |          |  |
| 23. | «Used to Love Her»                                    | Rose, Slash, Stradlin, McKagan, Adler                  |          |  |
| 24. | «Patience»                                            | Rose, Slash, Stradlin, McKagan, Adler                  |          |  |
| 25. | «Paradise City»                                       | Rose, Slash, Stradlin, McKagan, Adler                  |          |  |

## Integrantes
- W. Axl Rose – Voz principal, piano en "Another Brick in the Wall Part 2" y "November Rain", silbido en "Patience" y silbato en "Paradise City".
- Dizzy Reed – Teclados, piano En "Estranged", "This I Love" y "Street of Dreams", percusiones "Welcome to The Jungle" y coros.
- Chris Pitman – Teclados, coros y pandereta.
- Tommy Stinson – Bajo, coros y voz principal en "Motivation".
- Richard Fortus – Guitarra rítmica, guitarra líder, guitarra acústica "Used to Love Her" y "Patience", slide En "Rocket Queen" y coros.
- Ron "Bumblefoot" Thal – Guitarra líder, guitarra rítmica, guitarra acústica "Used to Love Her" y "Patience", coros y voz principal en "Objectify".
- Frank Ferrer – Batería y pandereta en "Don't Cry".
- DJ Ashba – Guitarra líder, guitarra rítmica y coros.